# Йонас Антон Хильм
Йонас Антон Хильм (норв. Jonas Anton Hielm; 30 декабря 1782, Кристиансанн Норвегия — 30 марта 1848, Христиания) — норвежский юрист, политик. Генеральный прокурор Норвегии (1820—1825), педагог, кандидат юридических наук (cand.jur.) (1800).

## Биография
Сын полкового интенданта и аудитора. До 1800 года изучал юриспруденцию в Копенгагене. С 1803 года был аудитором в Копенгаген. В 1811 году получил звание главного аудитора, в 1812 году стал адвокатом Верховного суда Норвегии. В 1820 году назначен государственным прокурором. В 1815—1821 годах служил государственным аудитором.
В 1815—1816 годах был старшим преподавателем Университета Осло. Член Стортинга в 1830, 1833, 1836 и 1842 годах. В парламенте был активным защитником норвежского равенства в Шведско-норвежской унии, включая право норвежских торговых судов плавать под норвежским флагом, а не под флагом Унии.
Похоронен на Спасском кладбище в Осло.